# Книга закона
Книга закона — основной текст учения телемы, написанный Алистером Кроули в городе Каир (Египет) в 1904 году. Один из самых известных трудов Алистера Кроули. Оригинальное полное название книги Liber AL vel Legis, sub figura CCXX, as delivered by XCIII=418 to DCLXVI. По словам Кроули, книга была продиктована ему 8, 9 и 10 апреля 1904 года посланником египетского бога Гора, которого звали Айвасс. Впоследствии Кроули утверждал, что Айвасс является его святым ангелом-хранителем, иногда говоря, что он является его высшим «я». Эта книга, согласно представлению Кроули и его последователей, провозгласила наступление нового эона Гора, управляемого законом телемы. Книга закона входит в число серии основных книг Кроули под названием «Святые Книги Телемы»

## История написания книги
Книга была записана в 1904 году в Египте, где Кроули в то время проживал со своей женой Роуз. В результате оккультных ритуалов, проводимых Кроули, он получил через Роуз сообщение о том, что якобы «наступило Равноденствие Богов. Это означало наступление новой эпохи» . На другой день Роуз повела Кроули в булакский музей, где указала на погребальную доску 26 династии, посвященной жрецу Анкх-эф-нэ-Кхонсу, где был изображен египетский бог Хор в облике Ра-Хоор-Кхуит. Роуз как медиум сообщила Кроули, что через неё говорит сверхъестественное существо Айвасс, посланник египетского бога Гора. За три дня, 8, 9 и 10 апреля 1904 года Кроули записал то что, по его словам, диктовал ему Айвасс, и эти три части произведения составили то что было им названо «Книга Закона». Закончив книгу, он не поспешил её опубликовать. Он нанял машинистку для перепечатки рукописи и написал своим знакомым по оккультным кругам: Экенштайну, Беннету, Джоунсу и Мазерсу, что намеревается вскоре объявить о расцвете новой эпохи. Как признаётся сам Кроули, он был недоволен содержанием книги из-за того, что её идеи шли вразрез с буддистскими принципами, которых он придерживался в то время, и отложил рукопись до лучших времён

## История публикаций
На английском языке
- 1925 Tunis edition, 11 экз.
- Ordo Templi Orientis, London, 1938, частное издание (U.S. edition 1942, датировано 1938)
- Weiser Books (переиздание, 1987; ISBN 0-87728-334-6)
- Weiser Books (100th Anniversary edition; March 2004; ISBN 1-57863-308-7)
- Mandrake of Oxford (April 1992; paperback; ISBN 1-869928-93-8)

| Телема Категория:Телема     |
| Основные темы               |
| Книга Закона Алистер Кроули |
| Организации                 |
| A∴A∴ · OTO                  |
| Божества                    |
| Хадит · Хоронзон            |
| Другие темы                 |
| Стела Откровения            |

Также опубликовано в изданиях:
- The Equinox (III:10). (2001). York Beach, Maine: Samuel Weiser. ISBN 0-87728-719-8
- The Holy Books of Thelema (Equinox III:9). (1983). York Beach, Maine: Samuel Weiser. ISBN 0-87728-579-9
- Magick: Liber ABA, Book Four, Parts I—IV. (1997). York Beach, Maine: Samuel Weiser. ISBN 0-87728-919-0

На русском языке
Опубликовано в изданиях:
- Кроули А. Святые Книги Телемы. — Тверь: KOLONNA Publications, 2006. ISBN 5-98144-089-9
- Кроули А. Равноденствие богов. Закон — для всех. — М.: Ганга, 2010. ISBN 978-5-98882-111-3